# Cucullia peruensis
Cucullia peruensis là một loài bướm đêm trong họ Noctuidae.